# Alexander Gillies
Pour les articles homonymes, voir Gillies.
Pas d'image ? Cliquez ici

a Compétitions nationales et continentales officielles uniquement.

b Matchs officiels uniquement.
Alexander Campbell Gillies, né le 25 mars 1900 à Easdale dans l'Argyll et mort le 22 janvier 1980, est un joueur de rugby à XV écossais, ayant occupé le poste de numéro 8 pour l'équipe d'Écosse de 1924 à 1927, période faste de celle-ci dans le Tournoi des Cinq Nations (3 victoires de 1925 à 1927).
Il évolue pour le club de Manchester.

## En équipe nationale
Alexander Gillies honore sa première cape internationale à l'âge de 23 ans le 2 février 1924 contre le pays de Galles. Il évolue pour l'équipe d'Écosse qui remporte le Grand Chelem en 1925. Il obtient sa dernière cape internationale à l'âge de 26 ans le 19 mars 1927 contre l'Angleterre.

## Palmarès
- Trois victoires dans le Tournoi, en 1925 (1er Grand Chelem écossais), 1926 (ex æquo avec l'Irlande), 1927 (ex æquo avec l'Irlande)

## Statistiques en équipe nationale
- 12 sélections en équipe d'Écosse, de 1924 à 1927.
- 26 points (1 essai, 7 transformations et 3 pénalités).
- Sélections par années: 3 en 1924, 3 en 1925, 2 en 1926, 4 en 1927.